# Dodecaibidion ornatipenne
Dodecaibidion ornatipenne är en skalbaggsart som beskrevs av Martins 1970. Dodecaibidion ornatipenne ingår i släktet Dodecaibidion och familjen långhorningar. Inga underarter finns listade i Catalogue of Life.